# Jan-Hendrik Marx
Jan-Hendrik Marx (* 26. April 1995 in Bad Soden am Taunus) ist ein deutscher Fußballspieler.

## Karriere
Marx kam 2010 in die B-Jugend-Mannschaft der Eintracht Frankfurt, für die er bis 2012 insgesamt 25 Einsätze in der U17-Bundesliga Süd/Südwest absolvierte. Zur Saison 2012/2013 wechselte er zu Kickers Offenbach und spielte zwei Jahre mit deren Nachwuchsmannschaft in der A-Junioren-Hessenliga.
Von 2015 an wurde er von den Offenbachern zuerst bei der Reserve sowie ab 2016 in der 1. Mannschaft in der Regionalliga-Südwest eingesetzt und entwickelte sich in den Folgejahren zu einem der Leistungsträger bei dem Traditionsverein, für den er insgesamt 87 Partien in der Regionalliga absolvierte.
Nachdem der SV Waldhof Mannheim 2019 in die Dritte Liga aufgestiegen war, wechselte Marx zu dem ehemaligen Ligakonkurrenten der Offenbacher in die Kurpfalz und unterschrieb in Mannheim einen Vertrag bis Juni 2021. Am 21. Juli 2019 kam er zu seinem ersten Profi-Einsatz in der 3. Liga beim Spiel des Chemnitzer FC gegen Waldhof Mannheim. Im Sommer 2021 schloss er sich dem in die 2. Bundesliga aufgestiegenen FC Ingolstadt 04 an. Doch nachdem er bis zur Winterpause nur dreimal eingesetzt worden war, wechselte Marx weiter zum Drittligisten Eintracht Braunschweig, wo er einen Vertrag mit einer Laufzeit bis Sommer 2023 unterschrieb. Im Sommer 2024 verließ er den Verein und wechselte zum Drittligisten Dynamo Dresden. 2025 stieg er mit der Mannschaft in die 2. Bundesliga auf.